# Cophocerotis sobria
Cophocerotis sobria är en fjärilsart som beskrevs av W. Warren 1901. Cophocerotis sobria ingår i släktet Cophocerotis och familjen mätare. Inga underarter finns listade i Catalogue of Life.